# Jan Kratochvíl
Jan Mikuláš Kratochvíl (ur. 11 stycznia 1889 w Horní Radechovej, zm. 15 marca 1975 w Červeným Kostelcu) – czechosłowacki wojskowy, generał dywizji.

## Życiorys
Był synem Jana i Anny z domu Pošepnej. W latach 1901–1907 uczył się w Czeskim Gimnazjum Realnym w Náchodzie, które ukończył zdając maturę 21 czerwca 1907 roku. Następnie uczęszczał do Wyższej Szkoły Technicznej w Pradze, uzyskując w 1912 roku stopień inżyniera.
Po ukończeniu szkoły został powołany do służby wojskowej i w dniu 10 października 1912 roku rozpoczął służbę wojskową jako jednoroczny ochotnik w 1 pułku strzelców krajowych w Strigno. Po jej ukończeniu w dniu 1 października 1913, został oficerem rezerwy z przydziałem mobilizacyjnym do 30 pułku piechoty.
Po wybuchu I wojny światowej zmobilizowany 28 lipca 1914 roku i w składzie 30 pułku piechoty wyruszył na front rosyjski. Wziął udział w bitwie galicyjskiej.
W dniu 21 października 1914 roku dostał się do niewoli rosyjskiej, a 18 lutego 1915 w Kijowie wstąpił do Legionu Czechosłowackiego, początkowo był strzelcem w 2 pułku strzelców „Jiří z Poděbrad” i w składzie tego pułku brał udział w walkach przeciwko wojskom niemieckim i austro-węgierskim na froncie wschodnim. Przez rok był zwiadowcą w rosyjskiej 83 Dywizji Piechoty, a potem powrócił do czechosłowackiego wojska. W 1917 roku ukończył kurs chorążych w czechosłowackiej brygadzie strzeleckiej, a następnie kurs dowódców kompanii przy czechosłowackiej szkole oficerskiej w latach 1918–1919. Po jego ukończeniu został dowódcą 4 kompanii 2 pułku piechoty i jako jej dowódca wziął udział w odwrocie Korpusu Czechosłowackiego do Władywostoku.
Do Czechosłowacji powrócił 12 kwietnia 1920 roku i pozostał w armii czechosłowackiej. Został wtedy dowódcą kompanii w 2 pułku piechoty „Jiří z Poděbrad” w Litomierzycach. 28 lipca 1920 roku został oficerem zawodowym i dowódcą kompanii technicznej w 2 pułku piechoty. 13 stycznia 1923 roku został dowódcą 3 batalionu 2 pułku piechoty. Na przełomie 1923/1924 roku ukończył kurs doskonalący przy 3 pułku artylerii. Następnie został wykładowcą taktyki piechoty w szkole oficerskiej w Pradze. Od 1 lipca 1927 roku ponownie dowódca 3 batalionu 2 pułku piechoty, a już od 31 lipca 1927 roku został dowódcą II batalionu szkolnego 28 pułku piechoty w Mikolovicach. Na przełomie 1927/1928 roku ukończył kurs doskonalący dla dowódców oddziałów wojskowych. W styczniu 1930 roku przeniesiony do Wydziału Ogólnego Ministerstwa Obrony Narodowej. 31 grudnia 1933 roku został dowódcą 42 pułku piechoty w Cieszynie. Pułkiem tym dowodził do 1938 roku. W roku 1936 rozpoczął kurs dla wyższych dowódców, który jednak ze względu na stan zdrowia ukończył dopiero w 1938 roku. Dowodził tym pułkiem w czasie powszechnej mobilizacji po powstaniu Niemców sudeckich w 1938 roku. Po podpisaniu układu monachijskiego i częściowej redukcji armii czechosłowackiej w dniu 15 lutego 1939 roku został dowódcą 9 pułku piechoty w Kremnicy na terenie Słowacji i dowodził nim do momentu zajęcia Czechosłowacji przez Niemców, pułk wtedy wszedł w skład armii słowackiej. Wystąpił 30 marca 1939 z wojska i wrócił do Czech.
Po przybyciu na teren Protektoratu Czech i Moraw włączył się do ruchu oporu. Był organizatorem konspiracyjnej organizacji Obrona Narodu i zastępcą dowódcy krajowego w Lounach. W dniu 25 czerwca 1939 roku przekroczył granicę z Polską i zgłosił się do konsulatu Czechosłowacji w Krakowie. Pod koniec lipca 1939 roku przez Gdynię transportem morskim dotarł do Francji.
Po przybyciu do Francji początkowo był w dyspozycji dowództwa Czechosłowackich Sił Zbrojnych na uchodźstwie. W dniu 1 stycznia 1940 roku został dowódcą utworzonej we Francji czechosłowackiej 1 Dywizji Piechoty. Następnie w marcu 1940 roku został dowódcą 1 pułku piechoty tej dywizji. Pułkiem tym dowodził w czasie kampanii francuskiej w maju 1940 roku.
Po upadku Francji wyjechał do Wielkiej Brytanii. W sierpniu 1940 roku został szefem II Departamentu, a w czerwcu 1941 roku szefem III Departamentu czechosłowackiego Ministerstwa Obrony Narodowej. 15 stycznia 1943 roku został dowódcą Czechosłowackiej Brygady Piechoty w Wielkiej Brytanii.
W marcu 1943 roku wysłany został do ZSRR do Buzułuk, jako dowódca i organizator 1 Czechosłowackiej Samodzielnej Brygady i jednocześnie dowódca wszystkich oddziałów czechosłowackich na terenie ZSRR. 18 maja 1944 roku został dowódcą sformowanego I Czechosłowackiego Korpusu Armijnego, utworzonego ze wszystkich czechosłowackich oddziałów w ZSRR. Korpusem tym dowodził w czasie operacji dukielskiej. Po jej zakończeniu na wniosek dowódcy 1 Frontu Ukraińskiego marsz. Koniewa we wrześniu 1944 roku został odwołany ze stanowiska dowódcy korpusu.
W dniu 1 października 1944 roku został członkiem dowództwa ziem wyzwolonych początkowo w Chuście, a następnie w Koszycach.
W kwietniu 1945 roku został szefem wszystkich szkół oficerskich na terenach wyzwolonych, a już po zakończeniu II wojny światowej w dniu 1 czerwca 1945 roku został dowódcą II Korpusu Armijnego w Hradcu Králové, którym dowodził do 2 grudnia 1947.
Odwołany ze stanowiska ze względu na stan zdrowia, przebywał na urlopie zdrowotnym do momentu przeniesienia do rezerwy w dniu 1 kwietnia 1948 roku.

## Awanse

### Legion Czechosłowacki
- chorąży (praporčik) (04.09.1917)
- porucznik (poručík) (02.10.1918)
- kapitan (kapitán) (01.05.1919)

### Armia czechosłowacka
- kapitan sztabowy (stábní kapitan) (02.12.1921 ze starszeństwem od 01.01.1914)
- major (major) (30.12.1922)
- podpułkownik (podplukovník) (28.10.1924 ze starszeństwem od 01.09.1918)
- pułkownik (plukovník) (30.12.1929)
- generał brygady (brigádní generál) (25.07.1943 ze starszeństwem od 28.10.1938)
- generał dywizji (divisní generál) (01.08.1945 ze starszeństwem od 28.10.1941)
- generał korpusu w stanie spoczynku (sborový generál ve výslužbě) (październik 1948)

## Odznaczenia
- Order Sokoła z mieczami
- Order Milana Rastislava Štefánika III st. (pośmiertnie–1991)
- Krzyż Wojenny Czechosłowacki
- Krzyż Wojenny Czechosłowacki 1939 (20.12.1943)
- Czechosłowacki Medal Rewolucyjny
- Medal Zwycięstwa
- Czechosłowacki Medal za Odwagę w Obliczu Nieprzyjaciela (28.10.1940)
- Czechosłowacki Wojskowy Medal za Zasługi I st. (26.06.1944)
- Krzyż Wojenny (1943) (Francja)
- Order św. Jerzego kl. 4 (Rosja)
- Order Wojny Ojczyźnianej I st. (17.04.1944) (ZSRR)